# Gengma

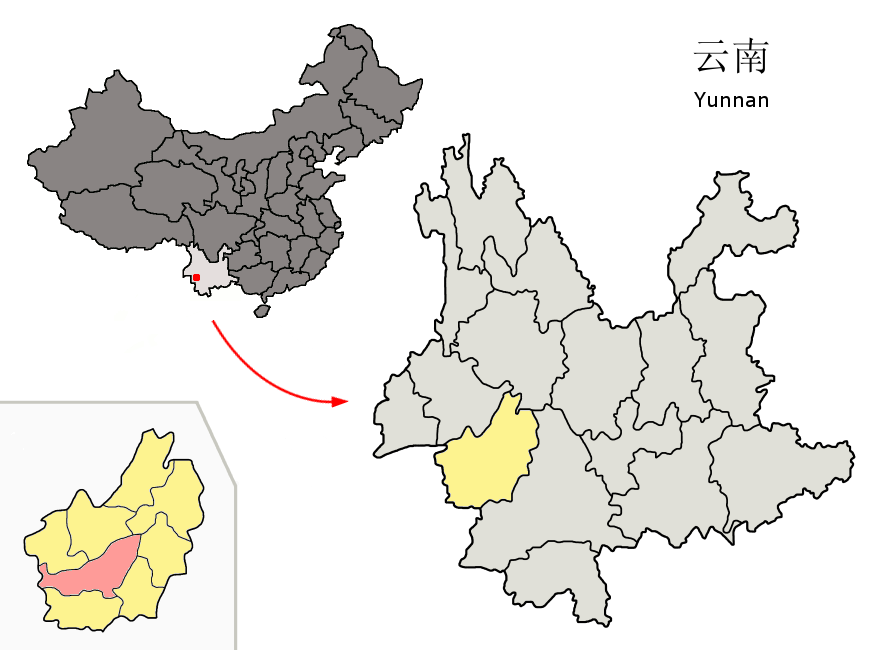
Lage des Kreises Gengma (rosa) in Lincang (gelb)

Der Autonome Kreis Gengma der Dai und Va (耿马傣族佤族自治县,  Gěngmǎ Dǎizú Wǎzú Zìzhìxiàn; kurz: 耿马县 Gěngmǎ Xiàn) ist ein autonomer Kreis der Dai und Va der bezirksfreien Stadt Lincang (临沧) im Westen der chinesischen Provinz Yunnan. Die Fläche beträgt 3.701 Quadratkilometer und die Einwohnerzahl 285.683 (Stand: Zensus 2020). 1999 zählte Gengma 245.251 Einwohner.
Die Shifodong-Höhlenstätte (Shifodong yizhi) steht seit 1996 auf der Liste der Denkmäler der Volksrepublik China (4-18).

## Administrative Gliederung
Auf Gemeindeebene setzt sich der autonome Kreis aus vier Großgemeinden und fünf Gemeinden (davon eine Nationalitätengemeinde der Lahu und Blang) zusammen. Diese sind: 
- Großgemeinde Gengma (耿马镇)
- Großgemeinde Mengyong (勐永镇)
- Großgemeinde Mengsa (勐撒镇)
- Großgemeinde Mengding (孟定镇)

- Gemeinde Daxing (大兴乡)
- Gemeinde Manghong (der Lahu und Blang) (芒洪拉祜族布朗族乡)
- Gemeinde Sipaishan (四排山乡)